# بین‌الملل موقعیت‌گرا
بین‌الملل موقعیت‌گرا (به انگلیسی: Situationist International) جنبشی بود متشکل از هنرمندان، نویسندگان و شاعران اروپایی پیشرو و انقلابی که در سال ۱۹۵۷ و در یک گردهمایی در ایتالیا فعالیت خود را آغاز کردند. این گروه ترکیبی است از دو گروه نامه‌گرای بین‌الملل و اتحاد بین‌المللی برای باوهاس تصویری. نویسنده و فیلم‌ساز گی دوبور رهبری گروه را به‌عهده داشت و دو عضو پیشین گروه کبرا، اسگر جورن و کونستانت نیوونهویس و همچنین رالف رومنی هنرمند بریتانیایی از دیگر اعضای گروه بودند.
این جنبش نقد سرمایه‌داری براساس ترکیبی از مارکسیسم و سورئالیسم را مطرح می‌کند. دوبور جامعهٔ مصرف‌گرا را به یک جامعهٔ نمایش در کتابی با همین عنوان در سال ۱۹۶۷ تشبیه کرده‌است. موقعیت‌گرایان در زمینهٔ فرهنگ خواستار برداشتن مرز هنرمندان و مصرف‌کنندگان بودند و تولید فرهنگی را به بخشی از زندگی روزمره درآوردند. ایده‌های موقعیت‌گرایی در جنبش انقلابی ۱۹۶۸ فرانسه نقش مهمی داشتند. این گروه سرانجام در سال ۱۹۷۲ به کار خود پایان داد.